# Giancarlo Aragona

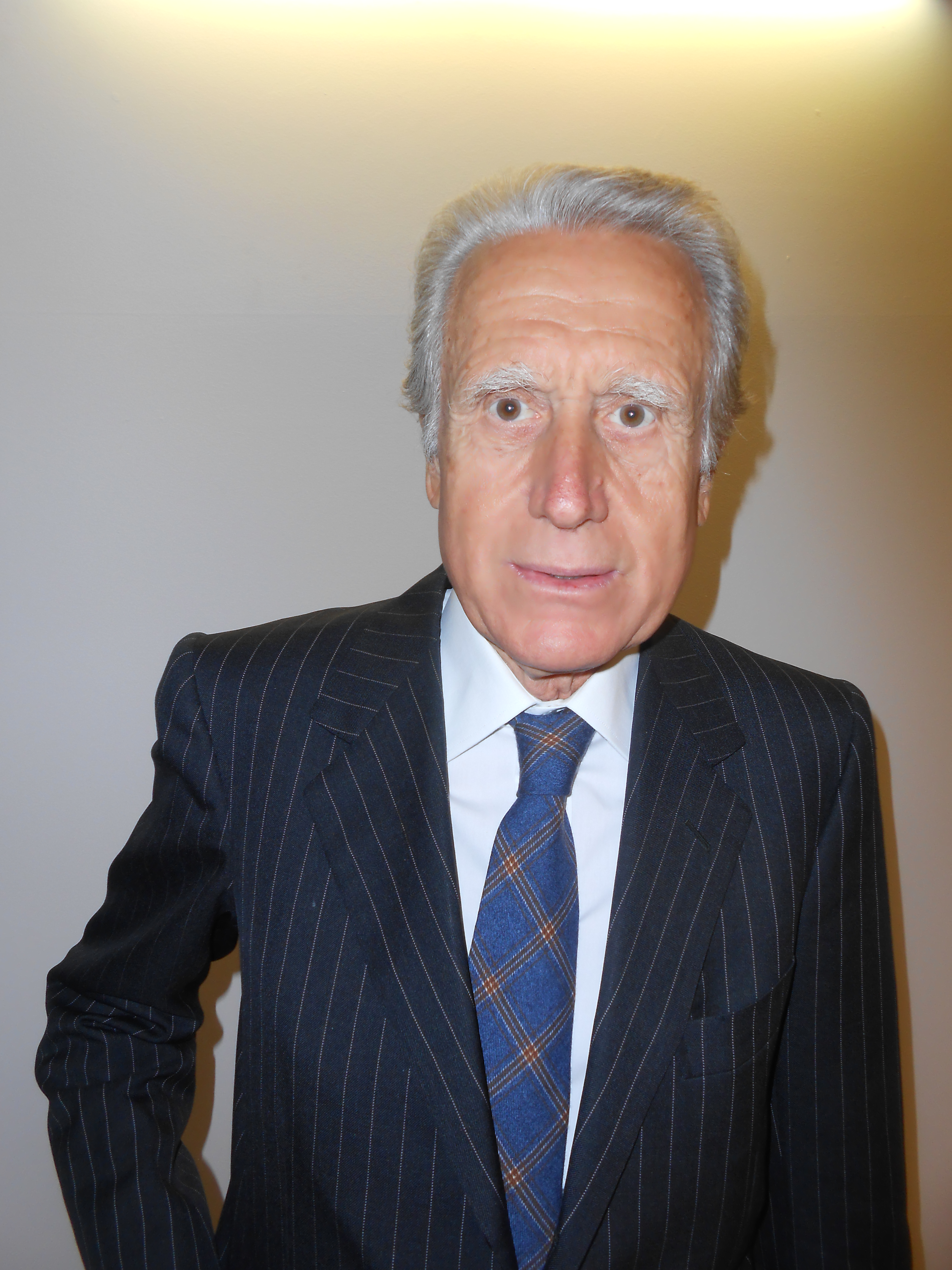
Giancarlo Aragona (2014)

Giancarlo Aragona (* 14. November 1942 in Messina) ist ein italienischer Diplomat. Er war von 1996 bis 1999 Generalsekretär der Organisation für Sicherheit und Zusammenarbeit in Europa (OSZE).

## Leben
Aragona studierte Rechtswissenschaften an der Universität Messina, an der er im November 1964 sein Examen ablegte. Nach seinem Studium trat er im März 1969 in den Diplomatischen Dienst Italiens ein. 1972 wurde er als Pressesprecher zum Zweiten Sekretär an der italienischen Botschaft in Wien ernannt. Zwei Jahre später war er Konsul am italienischen Konsulat in Freiburg im Breisgau und ab 1977 Botschaftsrat und stellvertretender Missionschef an der italienischen Botschaft in Lagos. 1980 kehrte Aragona für vier Jahre an das Ministerium für auswärtige Angelegenheiten und internationale Zusammenarbeit nach Rom zurück. Im Oktober 1984 wurde zum Ersten Botschaftsberater an der italienischen Botschaft in London ernannt. 1987 wechselte er dann als stellvertretender Missionschef zur Ständigen Vertretung Italiens bei der NATO.
Im Dezember 1992 kehrte Aragona wieder nach Rom zurück. Bis April 1994 war er dort diplomatischer Berater der Verteidigungsminister Salvo Andò und Fabio Fabbri. Anschließend war er stellvertretender Kabinettschef und ab 1995 Kabinettschef im Außenministerium. Im Mai 1996 wurde er dann für drei Jahre zum Generalsekretär der OSZE in Wien gewählt. Zwischen Juni 1999 und Oktober 2001 war er als Botschafter an der italienischen Botschaft in Moskau tätig, bevor er als Generaldirektor für politische Angelegenheiten im Außenministerium arbeitete. 2005 wurde er zum Botschafter an der italienischen Botschaft in London ernannt. Ab September 2009 gehörte er, auf Wunsch des damaligen NATO-Generalsekretärs Anders Fogh Rasmussen, einer Expertenkommission an, die ein neues strategisches Konzept der NATO ausarbeitete. Aragona wurde im Dezember 2009 in den Ruhestand versetzt. Er ist Mitglied im wissenschaftlichen Komitee der Denkfabrik Istituto per gli Studi di Politica Internazionale (ISPI), dessen Präsidentschaft er von 2011 bis 2016 innehatte. Er ist Ritter des Verdienstordens der Italienischen Republik.